# Michael Jayston
Michael Jayston (Nottingham, 29 ottobre 1935 – Hove, 5 febbraio 2024) è stato un attore britannico.

## Biografia
Jayston nacque il 29 ottobre 1935 a Nottingham. Studiò alla Guildhall School of Music and Drama a Londra.

### Carriera
Jayston iniziò la sua carriera teatrale nel 1962, esibendosi al Bristol Old Vic, e si unì alla Royal Shakespeare Company a Stratford-upon-Avon nel 1965. Interpretò il ruolo del capitano von Trapp nella versione teatrale del 1981 dei The Sound of Music all'Apollo Victoria Theatre, nel West End di Londra, al fianco di Petula Clark nel ruolo di Maria. Nel 1984 Jayston fu il protagonista nel ruolo di Mirabell in una produzione de The Way of the World di William Congreve all'Haymarket Theatre, insieme con Maggie Smith e Joan Plowright.
Recitò in diverse serie televisive quali Doctor Who e Only Fools and Horses, nonché in diversi film, tra i quali Nicola e Alessandra, nel ruolo dello zar Nicola II di Russia.
Morì il 5 febbraio 2024 a Hove, all'età di 88 anni, dopo una breve malattia.

## Filmografia parziale

### Cinema
- A Midsummer Night's Dream, regia di Peter Hall (1968)
- Cromwell, regia di Ken Hughes (1970)
- Nicola e Alessandra (Nicholas and Alexandra), regia di Franklin J. Schaffner (1971)
- Detective privato... anche troppo (Follow Me!), regia di Carol Reed (1972)
- Le avventure di Alice nel Paese delle Meraviglie (Alice's Adventures in Wonderland), regia di William Sterling (1972)
- Delirious - Il baratro della follia (Tales That Witness Madness), regia di Freddie Francis (1973)
- Il buio macchiato di rosso (Craze), regia di Freddie Francis (1974)
- Progetto micidiale (The Internecine Project), regia di Ken Hughes (1974)
- Zulu Dawn, regia di Douglas Hickox (1979)
- Da un paese lontano (From a Far Country), regia di Krzysztof Zanussi (1981)
- Highlander 3 (Highlander III: The Sorcerer), regia di Andrew Morahan (1994)

### Televisione
- Jane Eyre – serie TV (1973)
- Il mercante di Venezia (The Merchant of Venice), regia di John Sichel – film TV (1973)
- Quiller – serie TV, 13 episodi (1975)
- Man of Letters, regia di David Spenser – film TV (1984)
- Doctor Who – serie TV, 14 episodi (1986)
- Cluedo – serie TV (1991)
- Valle di luna (Emmerdale) – soap opera, 83 puntate (2007-2008)
- L'ispettore Barnaby (Midsomer Murders) – serie TV, episodio 16x02 (2014)